# توماس دبليو. مالون
توماس دبليو. مالون (بالإنجليزية: Thomas W. Malone) هو منظر أعمال ‏ أمريكي، ولد في 1952.